# Wojewódzki Przegląd Muzycznych Zespołów Folklorystycznych w Lipianach
Wojewódzki Przegląd Muzycznych Zespołów Folklorystycznych w Lipianach – odbywający się corocznie od 1985 do 2014 r. w Lipianach festiwal muzyki ludowej, a od 2000 r. także gawędziarstwa ludowego. 
Przegląd został zainicjowany wspólnie przez lipiański Miejsko-Gminny Ośrodek Kultury oraz Wojewódzki Dom Kultury w Szczecinie i organizacje te prowadziły go przez cały okres istnienia imprezy. Przez pierwsze 17 lat nosiła ona nazwę Wojewódzki Przegląd Muzycznych Zespołów Folklorystycznych, w roku 2002, w związku z rozszerzeniem już dwa lata wcześniej formuły festiwalu, przemianowano go na Wojewódzki Przegląd Muzycznych Zespołów Folklorystycznych i Gawędziarzy Ludowych, w 2010 na Wojewódzkie Spotkania ze Współczesną Sztuką Ludową a w 2011 na Spotkania z Żywą Kulturą Ludową Pomorza Zachodniego. Odbywał się corocznie, zwykle w czerwcu. 
Przegląd specjalizował się w muzyce ludowej Pomorza Zachodniego, przy czym w ostatnich edycjach dopuszczano także folklor z tych ziem, z których pochodziły większe grupy mieszkańców województwa. Liczba zespołów uczestniczących w głównym przeglądzie wahała się od 16 do 34, zwykle przekraczała 20. W każdej edycji brało udział kilkuset artystów. W pierwszych edycjach poprzedzone one były serią lokalnych eliminacji w różnych ośrodkach Pomorza Zachodniego, wyłaniających uczestników przeglądu w Lipianach. Główną nagrodę (w niektórych edycjach 2–3 nagrody) fundował dyrektor szczecińskiego Zamku Książąt Pomorskich. Nagrody te otrzymali m.in.: Kapela Ludowa Zespołu Pieśni i Tańca Ziemi Pyrzyckiej (2000, 2001, 2002), Regionalny Zespół Śpiewaczy "Kresowianka" z Letnina (2003, 2004), Kapela Ludowa "Pyrzyczanie" (2007, 2009, 2011). W roku 1996 nagrodę ufundowało także Ministerstwo Kultury i Sztuki (Zespół Folklorystyczny "Chrapowiacy"). Nagrodę na przeglądzie zdobył też Zespół Pieśni i Tańca Ziemi Szczecińskiej „Krąg” (1985). W roku 1998 występy nagrywała ekipa telewizyjna z TVP3 Szczecin. 